# Werner Schmidt (Komponist)
Werner A. Schmidt (* 30. Juli 1925 in Bad Kissingen, Unterfranken; † 14. März 2007 in Schwetzingen, Rhein-Neckar-Kreis, Baden-Württemberg) war ein deutscher Komponist und Pianist.

## Leben
Nach dem Zweiten Weltkrieg kam Schmidt während der amerikanischen Besetzungszeit zum Jazz und spielte u. a. mit Günter Noris. Hineingewachsen in die Zeit des Bebop, ließ Schmidt dieser Jazzstil nie mehr los. Bis ins hohe Alter war er „ein begeisterter und begeisternder Jazz-Pianist“ (Zitat Günther Noris). Doch der Jazz war nur eine seiner vielen musikalischen und künstlerischen Facetten.
Denn ursprünglich war Schmidt Kompositionsschüler u. a. von Carl Orff und Karl Amadeus Hartmann gewesen. Später promovierte er an der Ludwig-Maximilians-Universität München in Philosophie mit einer Dissertation zu einem aristotelischen Thema. Sein Doktorvater war Ernesto Grassi (1902–1991), der bedeutende italienische Vertreter des Existenzialismus.
Seit 1975 lehrte Schmidt Komposition und Kontrapunkt an der Musikhochschule Mannheim, wo er später auch eine Professur bekam, die er bis 1992 behielt. Seinen Erstwohnsitz hatte er in Schwetzingen.
Schmidts Vorliebe gehörte seiner kompositorischen Tätigkeit. Seine Arbeiten – das von ihm selbst erstellte Werkverzeichnis umfasst zwei Dutzend größere Kompositionen – weisen vielfach Jazz-Elemente auf. Doch maßgeblich sind Zwölfton-Züge und ein ausgeprägter expressiver Personalstil. Sein letztes großes Werk war die Komposition „Apokalypsis“, das wie viele andere seiner Werke noch nicht zur Aufführung kam.
Zunächst wurde Werner A. Schmidt am 19. März 2007 auf dem städtischen Friedhof in Schwetzingen beigesetzt. Erst vier Monate später wurde seine Urne am 25. Juli 2007 auf dem Parkfriedhof seiner Geburtsstadt Bad Kissingen bestattet.
| Personendaten    | Personendaten                                       |
| ---------------- | --------------------------------------------------- |
| NAME             | Schmidt, Werner                                     |
| ALTERNATIVNAMEN  | Schmidt, Werner A.; Schmidt, Werner Albert          |
| KURZBESCHREIBUNG | deutscher Komponist und Pianist                     |
| GEBURTSDATUM     | 30. Juli 1925                                       |
| GEBURTSORT       | Bad Kissingen, Unterfranken                         |
| STERBEDATUM      | 14. März 2007                                       |
| STERBEORT        | Schwetzingen, Rhein-Neckar-Kreis, Baden-Württemberg |